# Режим Віші

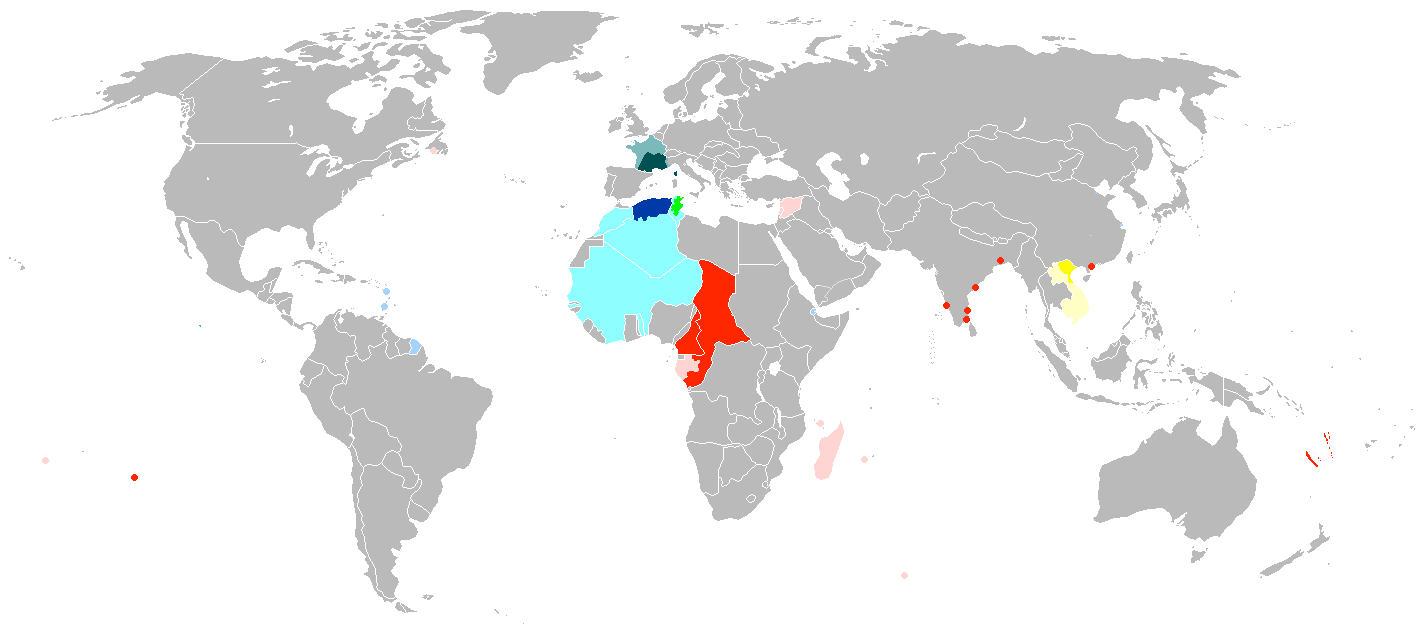
темно синій: De jure частина Французької Держави
Зеленим: частина Французької Держави, окуповано державами Осі
блакитним: терен під жорстким контролем
світло-синій: терен що було вельми рано втрачено
червоним: Терен Франції що ніколи не був під контролем Віші

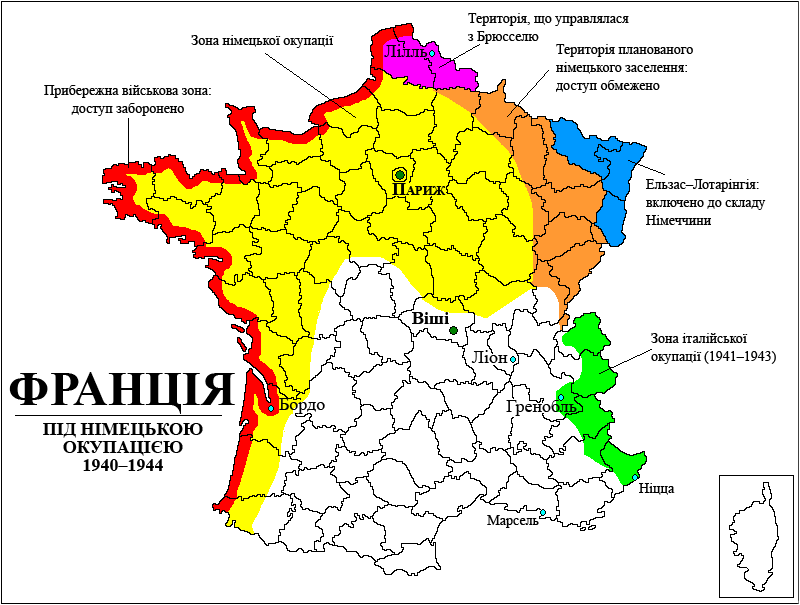
Карта окупованої Франції

Режим Віші (фр. Régime de Vichy), офіційна назва Французька держава (фр. État français) — колабораціоністський уряд Франції, сформований після поразки у війні з нацистською Німеччиною (1940). Існував з 1940 по 1944 рік.

## Історія
Після окупації німцями Парижа уряд Франції продовжував роботу в місті Бордо. У червні 1940-го було ухвалено рішення про підписання сепаратного перемир'я з ворогом. Перемир'я підписали 22 червня 1940 року.
У липні 1940 року Національні збори та уряд переїхали до курортного містечка Віші. Маршал Анрі Філіпп Петен (голова Ради міністрів з 16 червня 1940) отримав диктаторські повноваження. Це — кінець Третьої республіки.
У Віші Петен створив авторитарний уряд, який скасував багато ліберальних політик і почав жорсткий нагляд за економікою. Консервативні католики стали помітними. Засоби масової інформації були під жорстким контролем і пропагували антисемітизм, а після початку операції «Барбаросса» в червні 1941 — антирадянщину. Умови перемир'я дозволяли певний ступінь незалежності, Франція була офіційно оголошена нейтральною країною, а уряд Віші тримав Французький флот і Французьку колоніальну імперію під контролем Франції, уникаючи повної окупації країни Німеччиною. Незважаючи на сильний тиск, уряд Віші так і не приєднався до держав Осі. У жовтні 1940  під час зустрічі з Адольфом Гітлером у Монтуар-сюр-ле-Луар Петен офіційно оголосив про політику співпраці з Німеччиною, зберігаючи загальний нейтралітет у війні, вважаючи, що покращення відносин з Німеччиною було б єдиним життєздатним виходом для порятунку та збереження Франції. для нього гідне місце в контексті Нового європейського порядку, сформованого переможною Німеччиною.
Вішистський уряд утворив так звану Французьку державу. Він фактично контролював лише південь Франції. Але навіть у сфері свого впливу він мав виконувати вимоги Німеччини. Не менше як мільйон французьких військовополонених залишалися в німецьких концтаборах.
Формально режим проводив дії, спрямовані на національне відродження країни — так звана Національна Революція (фр. Révolution Nationale). Фактично він повністю виконував замовлення та вказівки Гітлера.
Більшість французької громадськості спочатку підтримувала режим, але думка повернулася проти уряду Віші та окупаційних німецьких військ, оскільки війна затягувалася, а умови життя у Франції погіршувалися. Відкрита опозиція посилилася, коли стало зрозуміло, що Німеччина програє війну.

## Передісторія
Франція вступила у Другу світову війну 3 вересня 1939 року після нападу Німеччини на Польщу, проте активних бойових дій не вела до весни наступного року, коли 14 квітня англо-французький десант розпочав досить успішні дії проти нацистів у Норвегії. Коли 10 травня 1940 року Німеччина розпочала наступ на Західному фронті, Франція була змушена вивести свої війська зі Скандинавії й того ж дня увійти на територію Бельгії. Незважаючи на численні, добре озброєні англо-французькі війська в цьому регіоні і близько мільйона боєздатних військ Бельгії й Голландії, їхня нерішучість, а також погана протиповітряна оборона привели до того, що вже 13 травня німецькі війська перетнули франко-бельгійський кордон.
14 травня здалися Нідерланди, а 8 червня німецькі війська вийшли на береги річки Сена, що змусило уряд Франції евакуюватися з Парижу, оголосивши його вільним містом. Він був без бою зайнятий 14 червня.

## Створення
Держава виникла внаслідок прийняття акта Національними зборами Третьої республіки, який надав надзвичайні повноваження прем'єр-міністра Франції маршалу Франції Філіпу Петену після поразки Франції в битві за Францію в 1940 році. Правонаступництво від Третьої республіки було офіційно визнано більшістю членів міжнародного співтовариства, за винятком Великої Британії. За умовами перемир'я, підписаного генералом Шарлем Хюнтцигером з французького боку і генералом Вільгельмом Кейтелем з німецького боку 22 червня 1940, майже 2/3 території Франції перебувала під німецькою окупацією. Решта частини Франції, її протекторати і колонії залишалися не окупованими німцями та італійцями. Режим Віші мав у континентальній Франції приблизно 105 тис. армії без важкої техніки (танки, бойові броньовані машини, важка артилерія), які головним чином були передані Третьому Рейху або евакуйовані на заморські території. Було також залишено більш ніж 200 000 військових у Французькому Алжирі й колоніях (Французька Північна Африка, Сирія і Ліван, Французький Індокитай). Франція також володіла третім за потужністю військово-морським флотом світу, який був частково розгорнутий у Тулоні, частково  — у французьких африканських портах (Мерс-ель-Кебір (біля Орану), Дакар). 

## Французькі колонії і режим Віші
Хоча колонії у Французькій Екваторіальній Африці, а саме Чад, Французьке Конго, Габон майже відразу перейшли під контроль Вільної Франції, інші терени залишилися вірні режиму Віші. З часом більшість колоній прийняли пропозицію перейти на бік союзників мирно. Проте це не відбулося відразу: Гваделупа і Мартиніка у Вест-Індії, а також Французька Гвіана на півночі Південної Америки не приєднувалися до Вільної Франції до 1943 року. Тим часом Французькі арабські колонії (Сирія, Алжир, Туніс і Марокко) загалом залишалися під контролем Віші до захоплення військами союзників. Це обумовлювалося головним чином їхньою близькістю до Європи, що полегшувало їх підтримку. Ці території мали стратегічне значення для європейського театру війни. 

### Конфлікти з Британією у Мерс-ель-Кебір, Дакарі, Гібралтарі, Сирії й Мадагаскарі
Відносини між Великою Британією та урядом Віші були важкими. Уряд Віші розірвав дипломатичні відносини з Великою Британією 5 липня 1940 року, після того, як королівський флот потопив французькі кораблі в порту Мерс-ель-Кебір, Алжир. Знищення флоту відбулося після того, як британці запропонували французам або підірвати їхні судна, або перевести у нейтральний порт, або приєднатися до них у війні проти Німеччини. Ці варіанти були відхилені, і флот знищили. Цей крок з боку Великої Британії зіпсував відносини між двома колишніми союзниками й підштовхнув населення Франції на бік уряду Віші. .
23 вересня 1940 року британці почали Сенегальську операцію (Дакарську битву), також відому як операція «Загроза». Сенегальська операція була частиною Західноафриканської кампанії. Операція мала на меті захоплення стратегічного порту Дакар у Французькій Західній Африці. Порт перебував під контролем уряду Петена. План передбачав встановлення контролю військ Вільної Франції під командуванням генерала Шарля де Голля над Дакаром. Станом на 25 вересня бій був закінчений, план виявився невдалим, і Дакар залишився під контролем уряду Віші.
Наступною гарячою точкою між Великою Британією і урядом Віші став червень 1941 року, коли повстання в Іраку було придушене британськими військами. Німецькі й італійські ВПС (Люфтваффе) і (Regia Aeronautica), через французькі володіння в Сирії, допомагали іракському уряду. Через це владу уряду Віші в Сирії було оголошено загрозою британським інтересам на Близькому Сході. Отже, 8 червня британські війська вторглися до Сирії та Лівану. Кампанія отримала назву Сирійсько-Ліванська або операція «Експортер». Столицю Сирії — Дамаск, було захоплено 17 червня, п'ятитижнева кампанія завершилася з падінням Бейруту і підписанням Конвенції Акко (перемир'я Saint Jean d'Acre) 14 липня 1941 року.
З 5 травня по 6 листопада 1942 було проведено іншу велику операцію військ Британії і Співдружності проти військ режиму Віші — Мадагаскарську операцію, або операцію «Панцерник». Британія побоювалася, що японські війська могли б використовувати Мадагаскар як базу і таким чином перешкоджати британській торгівлі та руйнувати комунікації в Індійському океані. В результаті Мадагаскар було захоплено військами Британії та Співдружності. Висадка відбулася у Дієго-Суарес, британці захопили острів за шість місяців.

### Індокитай
Після падіння Франції у червні 1940 року, утримання влади режимом Віші у Французькому Індокитаї стало малоймовірним. Колоніальна адміністрація була відрізана від допомоги ззовні і зовнішнього постачання. Після переговорів з Японією французи дозволили японцям створити військові бази в Індокитаї.
Тому генерал-майор Плек Пібунсонграм, прем'єр-міністр Королівства Таїланд, вирішив, що режим Віші не чинитиме серйозного опору військам Таїланду. У жовтні 1940 року збройні сили Таїланду перейшли кордон з Індокитаєм і розпочали Франко-тайську війну. Хоча французи виграли важливу військово-морську битву (битва у Ко-Чанга) над тайцями, вони були змушені прийняти японське посередництво для підписання мирного договору, який повертав частини Камбоджі і Лаосу, що були захоплені у Таїланду на рубежі століть, під тайську владу. Ця територіальна втрата завдала серйозного удару по французькій гордості, особливо втрата руїн Ангкор-Ват, розташованих в районі Камбоджі, які повернулись під владу Таїланду.
Під час другої кампанії у Французькому Індокитаї японці намагалися взяти контроль над колонією, проте їхня влада була вельми короткочасною.

### Індія
До 1962 року Франція володіла чотирма невеликими ділянками, що не межували між собою, але були політично єдиною колонією в Індії. Найбільша ділянка була розташована у Південно-Східній Індії — Пудучеррі. Відразу ж після падіння Франції генерал-губернатор Французької Індії Луї Етьєн Алексіс Бонвен заявив, що французькі колонії в Індії будуть продовжувати боротьбу зі своїми британськими союзниками. Війська Вільної Франції брали участь у Східноафриканській кампанії, хоча звістка про смерть франко-індійських солдатів викликала деяке невдоволення в Пудучеррі.

### Французьке Сомалі
Під час італійського вторгнення й окупації Ефіопії в середині 1930-х років і на ранніх етапах Другої світової війни на кордоні між Французьким Сомалі та Італійською Східною Африкою відбувалися постійні сутички. Після падіння Франції в 1940 році французький Сомаліленд оголосив лояльність щодо Вішістської Франції. Колонія залишилися вірною Віші під час Східно-Африканської кампанії, але залишилася осторонь цього конфлікту. Це тривало до грудня 1942 року. У цей час італійці зазнали поразки і французька колонія була блокована британцями. Вільна Франція і союзні війська захопили столицю колонії Джибуті наприкінці 1942 року. Місцевий батальйон з Джибуті брав участь у звільненні Франції в 1944 році.

### Французька Північна Африка
Вторгнення союзників у Французьку Північну Африку, Марокко, Алжир і Туніс почалось 8 листопада 1942 року з висадками в Марокко й Алжирі. Вторгнення, відоме як операція «Смолоскип», було розпочате тому, що Радянський Союз вимагав від США і Великої Британії почати операції в Європі й відкрити другий фронт, щоб зменшити тиск німецьких військ на радянські війська. У той час як американське командування виступало за якомога швидшу висадку в окупованій Європі (Операція «Следжхаммер»), британські командири вважали, що такий крок міг би закінчитися катастрофою. Напад на Французьку Північну Африку було запропоновано замість цього. Це дозволило витиснути держави Осі з Північної Африки, поліпшити військово-морський контроль на Середземному морі, і підготуватись до вторгнення в Південну Європу в 1943 році. Американський президент Франклін Делано Рузвельт підозрював, що операція в Північній Африці виключає вторгнення до Європи в 1943 році, але погодився підтримати британського прем'єр-міністра Вінстона Черчилля.
У той час, коли кампанія велась в Тунісі, французькі війська в Північній Африці перейшли на бік союзників, приєднавшись до військ Вільної Франції. Водночас на боці німців воювала так звана Африканська фаланга.

### Океанія
Французькі володіння в Океанії приєдналися до Вільної Франції в 1940 році або, в одному випадку, в 1942 році. Потім вони служили базами союзників на Тихому океані і надавали війська Вільній Франції.

#### Нові Гебриди
Комісар-резидент колонії Нові Гебриди (тепер Вануату), тоді франко-британського кондомініуму, Анрі Сото (Henri Sautot) умовив французьке співтовариство приєднатися до Вільної Франції 20 липня 1940 року і визнати де Голля 22 липня 1940 року.

#### Французька Полінезія
Після виступу генерала де Голля 18 червня, виникла дискусія серед населення Французької Полінезії. Референдум був проведений 2 вересня 1940 в Таїті і Муреа. Голосування було 5564 проти 18 на користь вступу у війну на боці Вільної Франції. Після нападу на Перл-Гарбор, американські військові визначили Французьку Полінезію як ідеальну точку дозаправлення між Гаваями і Австралією і за згодою де Голля, організували  операцію "Bobcat", відправивши дев'ять суден з 5000 солдатами для побудови військово-морської бази дозаправлення і злітно-посадкової смуги і встановлення берегових гармат оборони на Бора-Бора. Ці бази використовувались для підготовки техніки перед Битвою у Кораловому морі.

#### Волліс і Футуна
Місцевий губернатор і єпископ Волліс і Футуна визнали уряд Віші, проте місцевий  новообраний король відмовився присягнути Петену. Волліс став на бік Вільної Франції 27 травня 1942 року, Футуна — 29 травня 1942 року. Це дозволило американцям побудувати авіабазу і базу гідролітаків на Воллісі.

#### Нова Каледонія
Нова Каледонія прийняла бік Вільної Франції 19 вересня 1940 року. Завдяки своєму розташуванню на березі Коралового моря і близькості до Австралії, Нова Каледонія мала стратегічно важливе значення для протидії Японії в Тихому океані в 1941-1942 роках і захисту морських шляхів.

## Німецьке вторгнення 12 листопада 1942 і падіння режиму Віші
Гітлер наказав розпочати операцію «Антон» для окупації Корсики, а пізніше неокупованої південної зони, що було безпосередньою реакцією на висадку союзників у Північній Африці (операція «Смолоскип») 8 листопада 1942 року. Після завершення операції 12 листопада війська режиму Віші були розформовані. 7 вересня 1944, після вторгнення союзних військ у Франції, залишки кабінету уряду Віші втекли до Німеччини і створили маріонетковий уряд у вигнанні у Зігмарінгені. Цей уряд було скасовано, коли місто було взято союзниками в квітні 1945 року.
Уряд США до певного часу і до деякої міри визнавав уряд Віші, висловивши своє невдоволення захопленням військами Вільної Франції колонії Сен-П'єр і Мікелон.
Тільки після проведення операції «Оверлорд», операції «Драгун» і евакуації Вішістського уряду США, Велика Британія та Радянський Союз, нарешті, визнали Тимчасовий уряд Французької Республіки (GPRF) на чолі з де Голлем, як законний уряд Франції 23 жовтня 1944 року.

## Звільнення Франції і післямова
Після звільнення Парижа 25 серпня 1944 року, Петен і його міністри були вивезені в Німеччину німецькими військами, де Фернан де Бринон створив уряд у вигнанні (фр. Commission gouvernementale française pour la défense des intérêts nationaux) в Зігмарінгені. Петен відмовився від участі у цьому уряді. У Зігмарінгені була власна радіостанція (Radio-patrie, Içi la France), періодичні видання (La France, Le Petit Parisien) і розміщувалися посольства держав Осі (Німеччини, Італії та Японії). Населення анклаву було близько 6000 громадян, в тому числі відомі журналісти-колабораціоністи, письменники (Луї-Фердинанд Селін, Люсьєн Ребате), актори (Робер Ле Віган) і члени їхніх родин та 500 солдатів, 700 французьких есесівців, військовополонених та цивільних французів примусової праці